# راب ماس
راب ماس (به انگلیسی: Robb Moss) مستندساز مستقل و رئیس دپارتمان مطالعات بصری و محیطی دانشگاه هاروارد است.
از آثار قابل توجه ماس می توان به فیلم هایی چون مهار ، دو بار در همان رود ، مخفی کاری و توریست اشاره کرد . فیلم های او اغلب درباره گذر زمان و تأثیر آن بر شخصیت ها، داستان ها و خاطرات است. فیلم های او در جشنواره های مختلف به نمایش درآمده است. 
جدیدترین پروژه راب ماس، مهار، در مورد دفع زباله های هسته ای در حال حاضر و تا ده هزار سال آینده است. این فیلم که با همکاری پیتر گالیسون کارگردانی شد، در سال 2015 در جشنواره فول فریم به نمایش درآمد.
راب ماس در 25 سال گذشته در دانشگاه هاروارد به تدریس فیلمسازی پرداخته است.